# 멜빈스
멜빈스(Melvins)는 1983년 결성된 미국의 밴드이다.